# Битка код Тимбре
Битка код Тимбре (547. п. н. е.) је била одлучујућа битка између лидијског краља Креза и персијског владара Кира Великог. Након што је Крезов поход на Персијско царство неколико месеци раније заустављен у тактички неодлучној бици код Птерије, Кир је упркос почетку зиме одбио да распусти војску па да затим крене у поход против Лидије надајући се да је Крез већ распустио своју војску. Ипак, када су се војске сусреле на равници северно од лидијског главног града Сарда, испоставило се да су Лидијци били троструко бројнији од персијске војске. Међутим, Кир Велики их је војно потпуно потукао па је након двонедељне опсаде заузео Сард чиме је Лидијско царство било освојено, односно припојено Персијском царству.

## Супростављене снаге
План Кира Великог био је да ухвати лидијског краља Креза неспремног за битку, али Крез је код Тимбре имао два до три пута већу војску од персијске. Чувши да им се приближава персијска војска, брзо су наоружали своје војнике и кренули у сусрет Персијанцима.
Према Ксенофонту, Кир је имао укупно 196.000 људи под оружјем, од чега је било 31-70 хиљада Персијанаца. Њихове јединице састојале су се од20.000 пешака који су укључивали стрелце и праћкаше, као и 10.000 елитних пјешака познатијих као Персијски бесмртници. Осим наведених снага, Перзијанци су имали и одличну коњицу, 20.000 лаких пешака, као и 20.000 копљаника. Сви редови персијске војске носили су штит, осим стрелаца и праћкаша. Остале трупе чинило је 42.000 Арапа, Јермена и Међана, коју су укупно бројали 126.000 пешака. Такође, у персијској војсци је учествовало и 300 камила, 300 бојних кола, као и 5-6 опсадних торњева који су појединачно примали по 20 војника. Будући да су се на бојним колима налазили по један грађанин и један војник, укупан број војника из наведених редова износио је преко 1000.
Поједини историчари тврде да је Крез заповедао војном силом од 420.000 људи, која је укључивала 60.000 Вавилонаца, као и 300.000 пешака и 60.000 коњаника из Лидије, Фригије, Кападокије, и околних земаља. Такође, спомиње се и 120.000 Египћана и 300 бојних кола са око 500 војника.
Ове бројке проценио је Ксенофонт, а упрко с томе што постоји сумња савремених историчара у њихову тачност, оне дају реалан однос снага између двеју војски. Међутим, сматра се да је отприлике половина од наведених војника учествовала у бици код Тимбре.

## Битка
Бројчану инфериорност Кирове војске антички извори темеље на претрпљеним губицима у бици код Птерије. Крез је захваљујући близини јонских лука губитке брзо надокандио грчким, египатским и другим плаћеницима.
Кир Велики се одлучио на дефензивну тактику, с тим што је своје најјаче снаге — тешку пешадију и коњицу поставио на крилима, док је средиште држала лака пешадија и стрелци којима су подршку пружали опсадни торњеви.
Персијанце је највише забрињавала лидијска коњица, али је Киров генерал Харпаг на основу искуства код Птерије дошао на генијалну идеју. Приметивши да су лидијски коњи ненавикнути на призор и мирис камила, одлучио је да на дотада транспортне камиле постави наоружане јахаче и да их организује као прву јединицу бојних камила у историји. Они су постављени на кључна места у персијском борбеном поретку.
Када су лидијски коњаници кренули у напад настојећи да обухвате и опколеи бројчано слабију персијску војску, њихов напад је прво био дезорганизован ватром стрелаца са опсадних торњева, да би у кључном тренутку на њих кренуле јединице на камилама. То је довело до свеопште пометње у лидијским редовима. Део лидијских коњаника, свестан да не моžе да користи своје успаниčене коње, покушао је да се бори пешке, али се испоставило да то није био у стању да учини. То је довело до колапса лидијског борбеног поретка и разбијања лидијске војске. Њени остаци су се повукли под зидине Сарда. Према Херодоту, део египатских плаћеника се на бојном пољу предао Киру Великом који је одлучио да их задржи у Малој Азији.

## Последице
Након битке код Тимбре све лидијске територије били су анектирани од стране Персијског царства, укључујући и грчке полисе у Јонији и Еолији што је касније довело до сукоба Персијанаца и Грка. Преостали лидијски војници повукли су се у град Сард, који је освојен након краткотрајне опсаде. Према грчком историчару Херодоту, персијски владар Кир Велики поштедио је Крезов живот и узео га за саветника, што противречи неким преводима Набонидових хроника у којима се наводи да је лидијски краљ био погубљен. Битка код Тимбре је постала једна од најважнијих античких битака и због тога што је омогућила први непосредни контакт Старе Грчке са Персијским царством што је као последицу имало грчко-персијске ратове, али и вековну олакшану трговачку и културну размену.

### Античка дела
- Ксенофонт: „Киропедија”
- Херодот: „Историја”

### Модерна дела
- Davis, Paul K. (1999). 100 Decisive Battles: From Ancient Times to the Present. Santa Barbara.
- Alexander Campbell: The Millennial Harbinger, 1. том, IX., 1830.
- Kindersley, Dorling (2005). Visual Journey Through 5000 Years of Combat. London. стр. 19.